# Gondar (Caminha)
Gondar é uma povoação portuguesa do Município de Caminha que foi sede da extinta Freguesia de Gondar, freguesia que tinha 5,51 km² de área e 222 habitantes (2011), e, por isso, uma densidade populacional de 40,3 hab/km².
A Freguesia de Gondar foi extinta em 2013, no âmbito de uma reforma administrativa nacional, tendo sido agregada à freguesia de Orbacém, para formar uma nova freguesia denominada União das Freguesias de Gondar e Orbacém da qual é a sede.

## População
| População da freguesia de Gondar | População da freguesia de Gondar | População da freguesia de Gondar | População da freguesia de Gondar | População da freguesia de Gondar | População da freguesia de Gondar | População da freguesia de Gondar | População da freguesia de Gondar | População da freguesia de Gondar | População da freguesia de Gondar | População da freguesia de Gondar | População da freguesia de Gondar | População da freguesia de Gondar | População da freguesia de Gondar | População da freguesia de Gondar |
| -------------------------------- | -------------------------------- | -------------------------------- | -------------------------------- | -------------------------------- | -------------------------------- | -------------------------------- | -------------------------------- | -------------------------------- | -------------------------------- | -------------------------------- | -------------------------------- | -------------------------------- | -------------------------------- | -------------------------------- |
| 1864                             | 1878                             | 1890                             | 1900                             | 1911                             | 1920                             | 1930                             | 1940                             | 1950                             | 1960                             | 1970                             | 1981                             | 1991                             | 2001                             | 2011                             |
| 340                              | 346                              | 331                              | 356                              | 397                              | 438                              | 364                              | 482                              | 566                              | 485                              | 268                              | 245                              | 265                              | 241                              | 222                              |

Com lugares desta freguesia foi criada,  através do Decreto Lei nº 48 590 de 26 de Setembro de 1968, a freguesia de Dem
| Distribuição da População por Grupos Etários | Distribuição da População por Grupos Etários | Distribuição da População por Grupos Etários | Distribuição da População por Grupos Etários | Distribuição da População por Grupos Etários | Distribuição da População por Grupos Etários | Distribuição da População por Grupos Etários | Distribuição da População por Grupos Etários | Distribuição da População por Grupos Etários | Distribuição da População por Grupos Etários |
| -------------------------------------------- | -------------------------------------------- | -------------------------------------------- | -------------------------------------------- | -------------------------------------------- | -------------------------------------------- | -------------------------------------------- | -------------------------------------------- | -------------------------------------------- | -------------------------------------------- |
| Ano                                          | 0-14 Anos                                    | 15-24 Anos                                   | 25-64 Anos                                   | > 65 Anos                                    |                                              | 0-14 Anos                                    | 15-24 Anos                                   | 25-64 Anos                                   | > 65 Anos                                    |
| 2001                                         | 37                                           | 36                                           | 109                                          | 59                                           |                                              | 15,4%                                        | 14,9%                                        | 45,2%                                        | 24,5%                                        |
| 2011                                         | 23                                           | 28                                           | 112                                          | 59                                           |                                              | 10,4%                                        | 12,6%                                        | 50,5%                                        | 26,6%                                        |

.	